# 青山節児
青山 節児（あおやま せつじ、1951年（昭和26年）5月5日 - ）は、日本の政治家。元岐阜県中津川市長（3期）。

## 来歴
高山中学校（現中津川市立福岡中学校）、東京都立代々木高等学校卒業。1976年（昭和51年）、高千穂商科大学（現高千穂大学）卒業。1980年（昭和55年）、恵北農協に入組。2011年（平成23年）、東美濃農業協同組合の代表理事専務に就任。
2011年（平成23年）8月26日、岐阜県中津川市の図書館建設計画と汚泥等処理施設の建設計画等に反対する市民団体「なかつがわ一新の会」が、大山耕二市長のリコール（解職請求）署名収集を開始。市長解職の住民投票日が一旦決まるが、大山は11月29日、同年12月22日をもって市長を辞任することを表明。
2012年1月22日、大山の辞職に伴って執行された中津川市長選挙に無所属で立候補。辞職した大山、「なかつがわ一新の会」役員の藤井四郎、元市長の中川鮮、日本共産党恵那地区委員会常任委員の木下律子ら4人の候補者を破り、初当選を果たした。同日、市長に就任。
※当日有権者数：66,917人 最終投票率：70.02%（前回比：1.19pts）
| 候補者名 | 年齢 | 所属党派   | 新旧別 | 得票数   | 得票率 | 推薦・支持 |
| -------- | ---- | ---------- | ------ | -------- | ------ | ---------- |
| 青山節児 | 60   | 無所属     | 新     | 18,755票 | 40.78% |            |
| 大山耕二 | 62   | 無所属     | 元     | 13,383票 | 29.10% |            |
| 藤井四郎 | 66   | 無所属     | 新     | 7,090票  | 15.42% |            |
| 中川鮮   | 74   | 無所属     | 元     | 5,047票  | 10.97% |            |
| 木下律子 | 64   | 日本共産党 | 新     | 1,717票  | 3.73%  |            |

2016年1月17日、再選。※当日有権者数：65,213人 最終投票率：59.91%（前回比：-10.11pts）
開票結果は、当選 青山節児 64歳 無所属 現 24,716票、西尾けいた 27歳 無所属 新 11,821票、まつばら弘 40歳 無所属 新 1,896票だった。
2020年1月19日、日本共産党の推薦を受けた秋田大学名誉教授の庄司善哉を破り3選。当日有権者数は64,612人、最終投票率は42.32％（前回比：-17.59pts）で過去最低を記録した。
開票結果は、当選 青山節児 68歳 無所属 現 21,107票、庄司善哉 82歳 無所属 新 5,463票だった。
2024年1月14日、共栄液化ガス社長の小栗仁志に敗れ、落選。※当日有権者数：61,728人、最終投票率：59.21%（前回比：16.82pts）
開票結果は、当選 小栗仁志 55歳 無所属 新 22,977票、青山節児 72歳 無所属 現 13,059票だった。